# Seleção Norte-Irlandesa de Voleibol Masculino
A seleção de voleibol masculino da Irlanda do Norte é uma equipe europeia composta pelos melhores jogadores de voleibol da Irlanda do Norte. A equipe é mantida pela Associação de Voleibol da Irlanda do Norte (Northern Ireland Volleyball Association). Encontra-se na 123ª posição do ranking mundial da FIVB segundo dados de 4 de janeiro de 2012.